# Gua (India)
Gua è una suddivisione dell'India, classificata come census town, di 10.891 abitanti, situata nel distretto del Singhbhum Occidentale, nello stato federato del Jharkhand. In base al numero di abitanti la città rientra nella classe IV (da 10.000 a 19.999 persone).

## Geografia fisica
La città è situata a 22° 12' 56 N e 85° 22' 58 E.

## Società

### Evoluzione demografica
Al censimento del 2001 la popolazione di Gua assommava a 10.891 persone, delle quali 5.653 maschi e 5.238 femmine. I bambini di età inferiore o uguale ai sei anni assommavano a 1.552, dei quali 795 maschi e 757 femmine. Infine, coloro che erano in grado di saper almeno leggere e scrivere erano 6.834, dei quali 4.190 maschi e 2.644 femmine.